# Aéroport de Rabat-Salé
L'aéroport de Rabat-Salé (arabe : مطار الرباط سلا Matar Al-Ribbat Sala) (code IATA : RBA • code OACI : GMME) est un aéroport international marocain situé dans la commune de Salé et à 8 km au nord-est de Rabat, dans la région Rabat-Salé-Kénitra. En 2019, l'aéroport a enregistré plus d'un million de passagers, avec un nombre de 1 100 846 passagers.

## Historique
L'aéroport de Rabat-Salé a abrité jusqu'en 1960 la base aérienne 151 Rabat-Salé de l'Armée de l'air française.

## Infrastructures et équipements
Le terrain est divisé en deux parties : la partie civile gérée par l'Office national des aéroports et une base aérienne militaire des Forces royales air. La tour de contrôle est en zone militaire.
Son terminal I a bénéficié en 2011 d'un réaménagement et d'une extension, de même que le terminal II, auparavant exclusivement réservé au Hajj.
Un troisième terminal, en construction, doit tripler la capacité de l'aéroport en la portant à 6 millions de passagers après 2021.

## Situation

### Carte des aéroports du Maroc
| \| 100 km1:10 004 000 \| Ouezzane Agadir Al Hoceima Meknès Béni Mellal Bouarfa Casablanca-Tit Mellil Casablanca-Mohammed V Errachidia Essaouira Fès Guelmim Ifrane Kénitra Khouribga Marrakech Nador Ouarzazate Oujda Rabat-Salé Tanger Zagora Tan-Tan Tarfaya Tétouan Benslimane Sidi Slimane Inezgane Ben Guerir Taroudant Taza |
| 100 km1:10 004 000 |

### Liaisons
- par taxi : au prix de 150 MAD (équivalent de 13 euros).
- par navette privée : au prix entre 300 MAD et 500 MAD (équivalent de 28 à 46 euros).
- par bus : 
  - navette partagée de l’aéroport vers la gare de Rabat-Ville, au prix de 20 MAD (équivalent de 1,8 euro).
  - navette partagée de la compagnie ALSA-City Bus, à partir de la gare de la gare de Rabat-Agdal, au prix de 25 MAD (équivalent de 2,3 euro) [Chiffres 2023]. La station se trouve du côté de l'Avenue Hassan II.

## Compagnies et destinations
| Compagnies       | Destinations |
| ---------------- | --- |
| Air Arabia Maroc | - Agadir-Al Massira, - Bâle-Mulhouse, - Barcelone-El Prat, - Bruxelles-National, - Istanbul, - Paris-Charles de Gaulle, - Essaouira Mogador, - Nador, - Oujda-Les Angades                                                                             |
| Air France       | Paris-Charles de Gaulle |
| Easyjet          | - Bordeaux-Mérignac, - Genève-Cointrin, - Lyon-Saint-Exupéry, - Malaga-Costa del Sol, - Milan-Malpensa, - Nantes-Atlantique, - Nice-Côte d'Azur, - Paris-Charles de Gaulle                                                                            |
| Royal Air Maroc  | - Bruxelles-National, - Errachidia, - Laâyoune - Hassan 1er, - Londres-Gatwick, - Madrid-Barajas, - Marseille-Provence, - Paris-Orly, - Dakhla En saison : Paris-Charles de Gaulle (débute le 15 décembre 2025)                                       |
| Ryanair          | - Barcelone-El Prat - Charleroi Bruxelles-Sud - Londres-Stansted - Madrid-Barajas - Malaga-Costa del Sol - Marseille-Provence - Paris-Beauvais - Rome - G. B. Pastine (Ciampino) - Séville-San Pablo - Toulouse-Blagnac - Weeze - Dublin - Manchester |
| Transavia France | Amsterdam, (débute le 13 novembre 2025) Montpellier-Méditerranée, Paris-Orly |
| TUIfly Belgium   | Bruxelles-National, Paris-Orly |

## Trafic

### En graphique
Le graphique qui aurait dû être présenté ici ne peut pas être affiché car il utilise l'ancienne extension Graph, désactivée pour des questions de sécurité. Des indications pour créer un nouveau graphique avec la nouvelle extension Chart sont disponibles ici.

Voir la requête brute et les sources sur Wikidata.

### En tableau
| 2010    | 2011             | 2012             | 2013              | 2014              | 2015             | 2016              | 2017             | 2018             | 2019               | 2020             | 2021             | 2022             | 2023               |
| ------- | ---------------- | ---------------- | ----------------- | ----------------- | ---------------- | ----------------- | ---------------- | ---------------- | ------------------ | ---------------- | ---------------- | ---------------- | ------------------ |
| 357 773 | 372 145 · 4,02 % | 351 867 · 5,45 % | 485 713 · 38,04 % | 684 213 · 40,87 % | 705 950 · 3,18 % | 873 169 · 23,69 % | 923 576 · 5,77 % | 987 485 · 6,79 % | 1 100 846 · 22,13% | 299 333 · 72,81% | 468 875 · 56,60% | 873 305 · 86,26% | 1 201 676 · 38,01% |

## Galerie

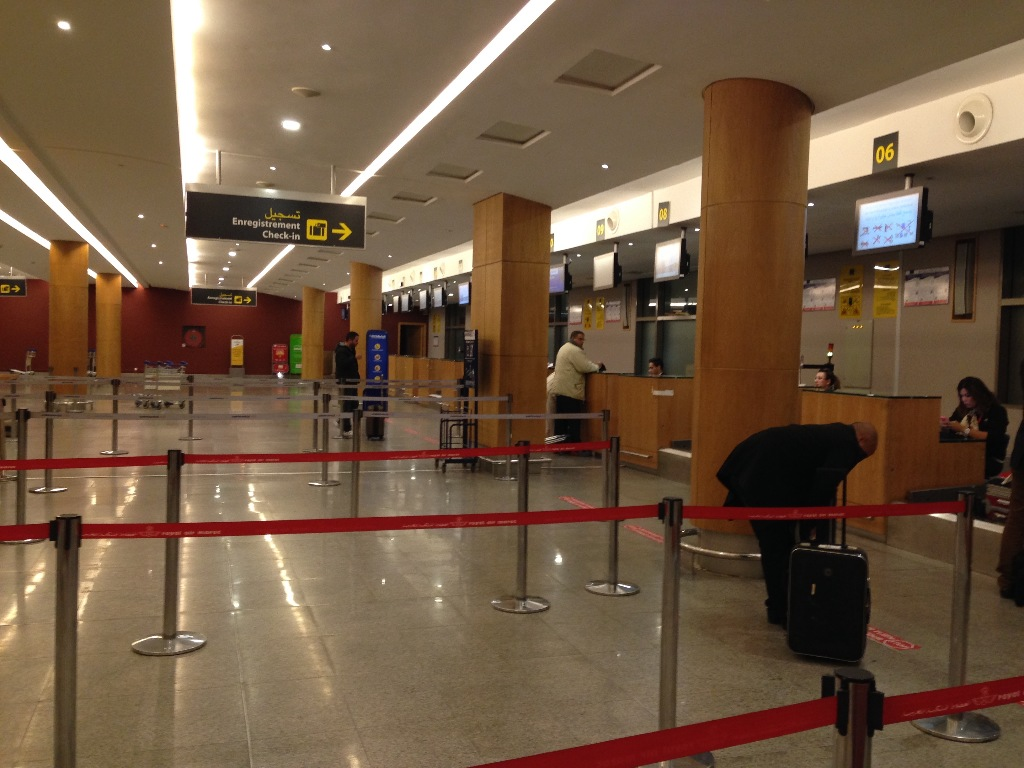
Hall du terminal.
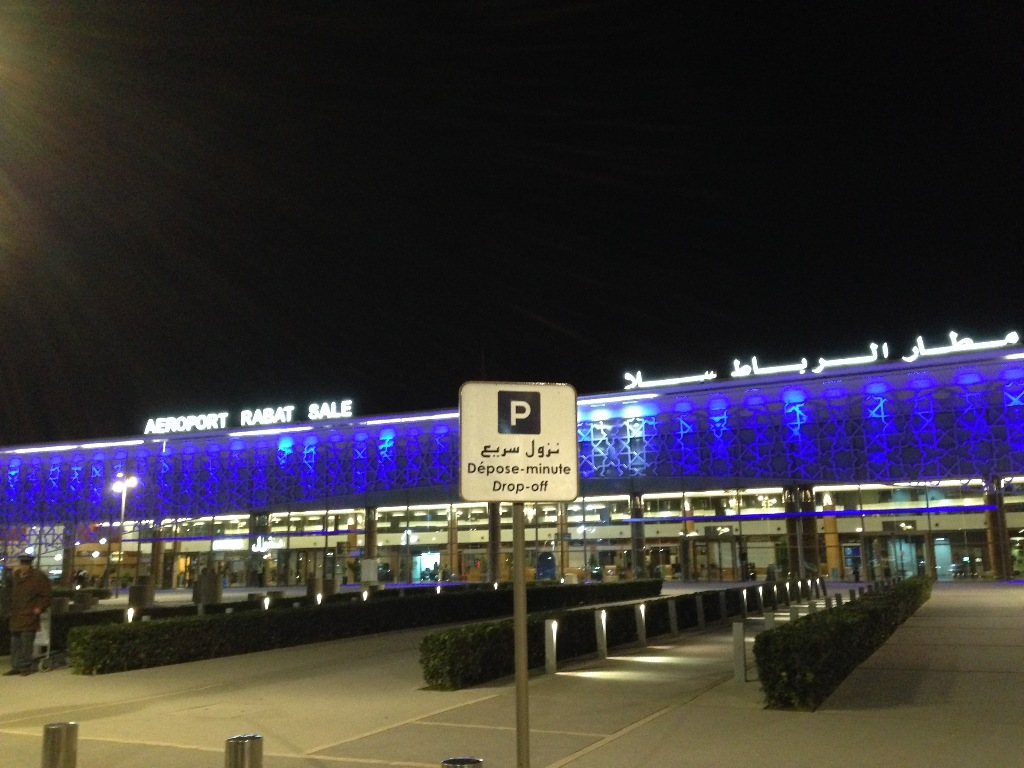
L'aéroport la nuit.
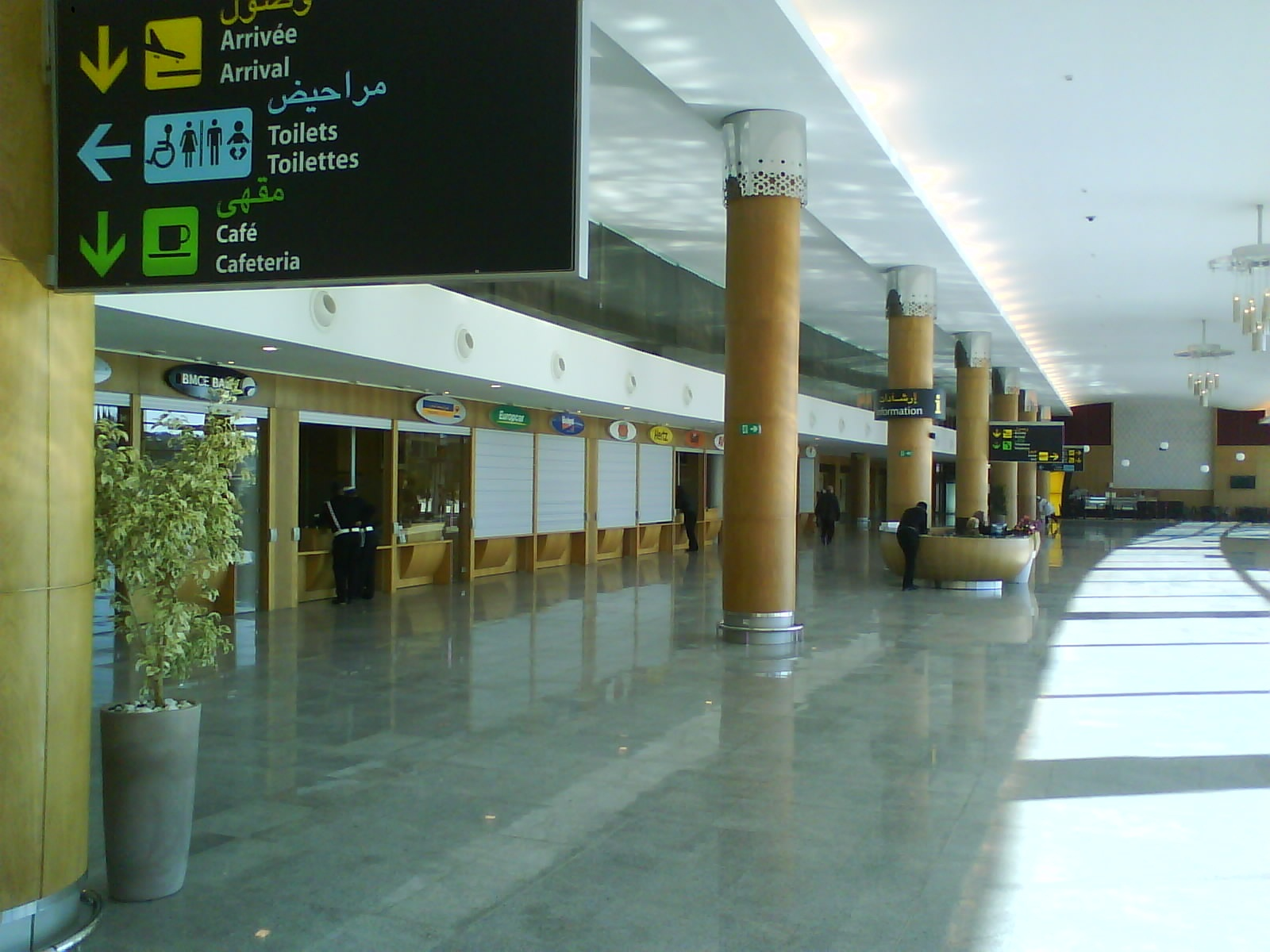
Hall du terminal.
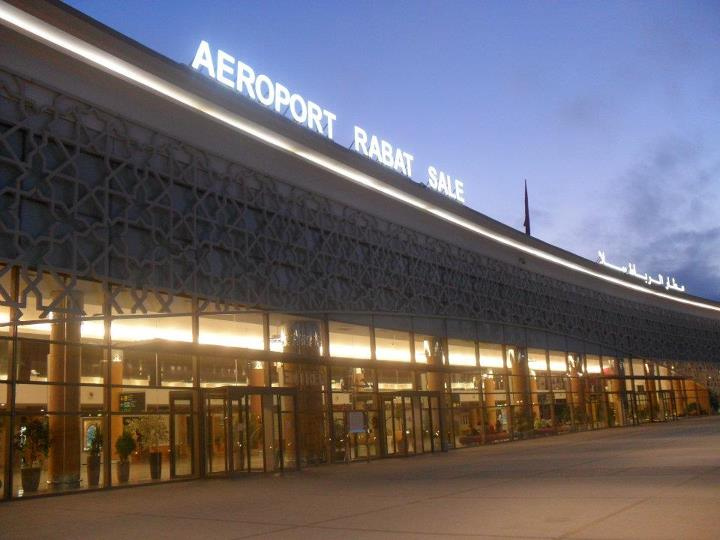
L'aéroport la nuit.
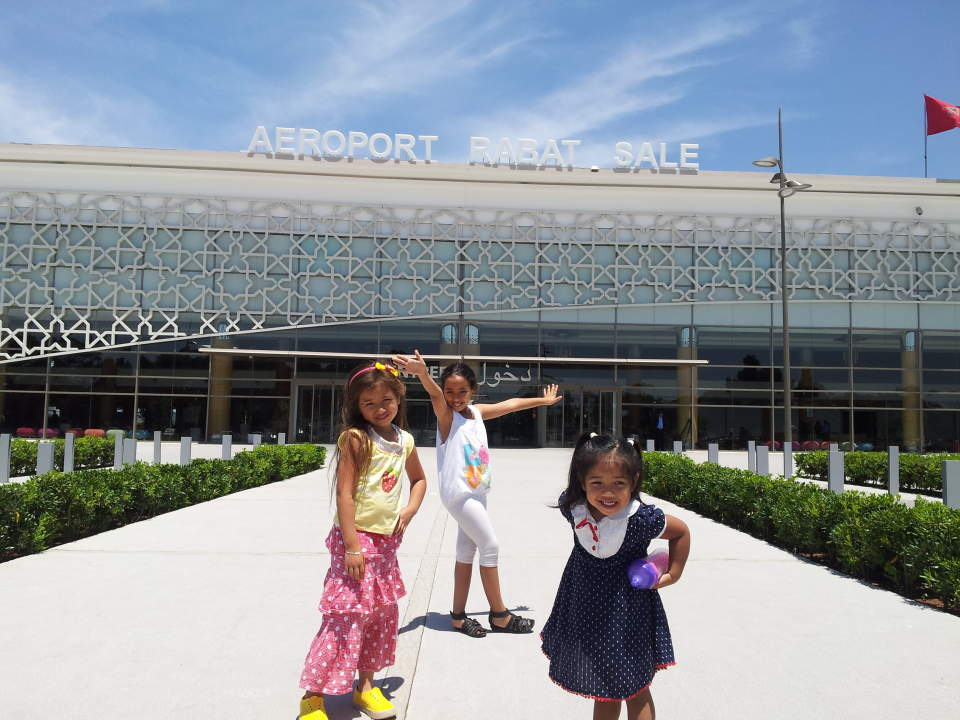
L'accès principal.
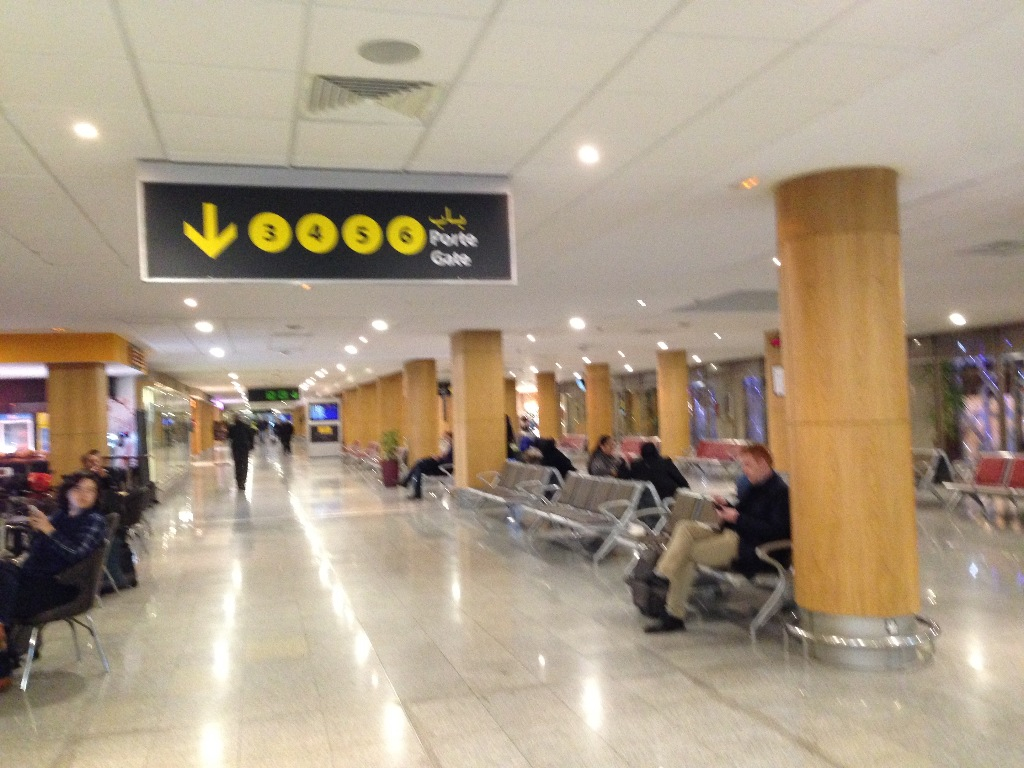
Hall du terminal.
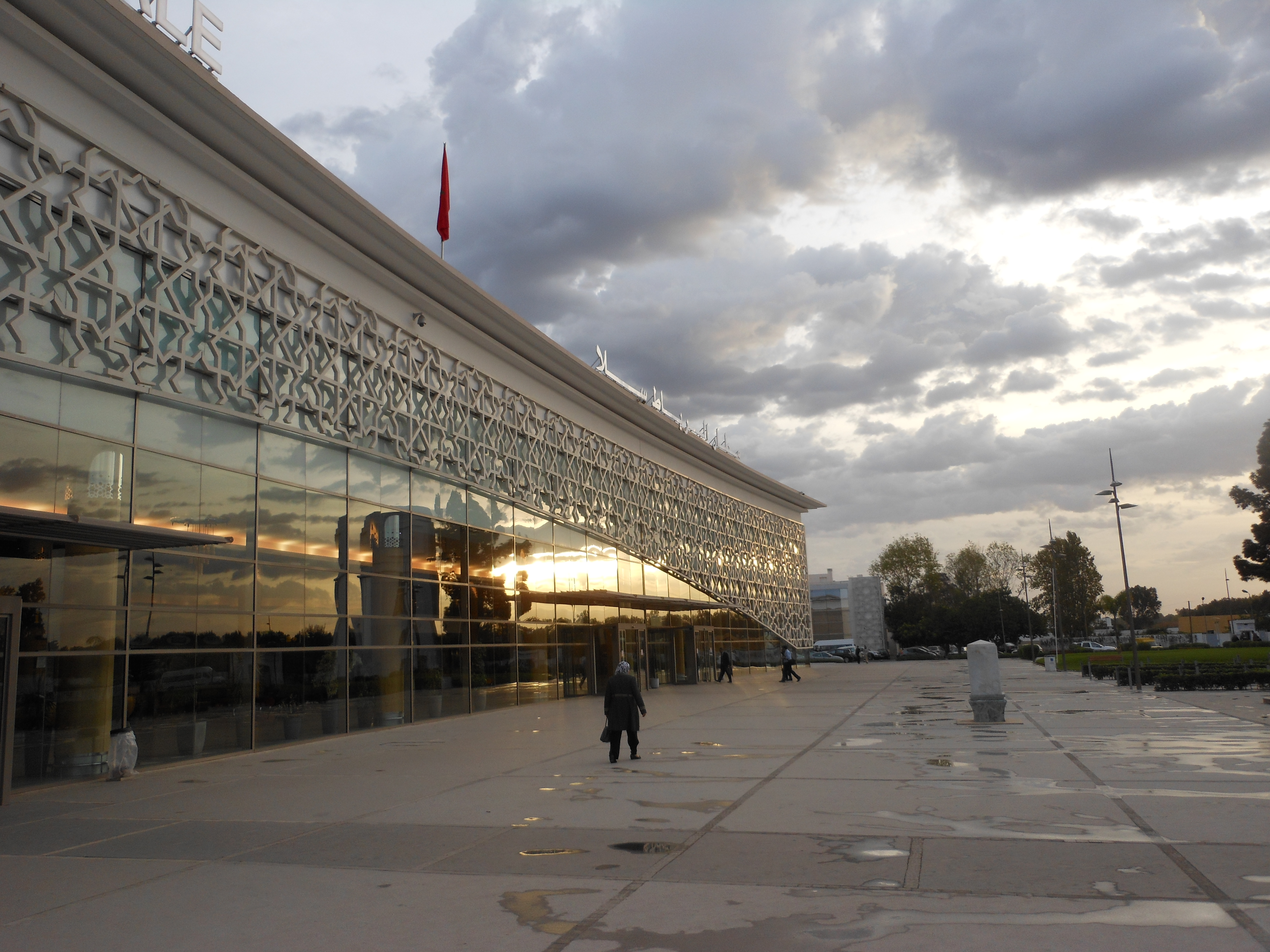
Reflets sur la façade.
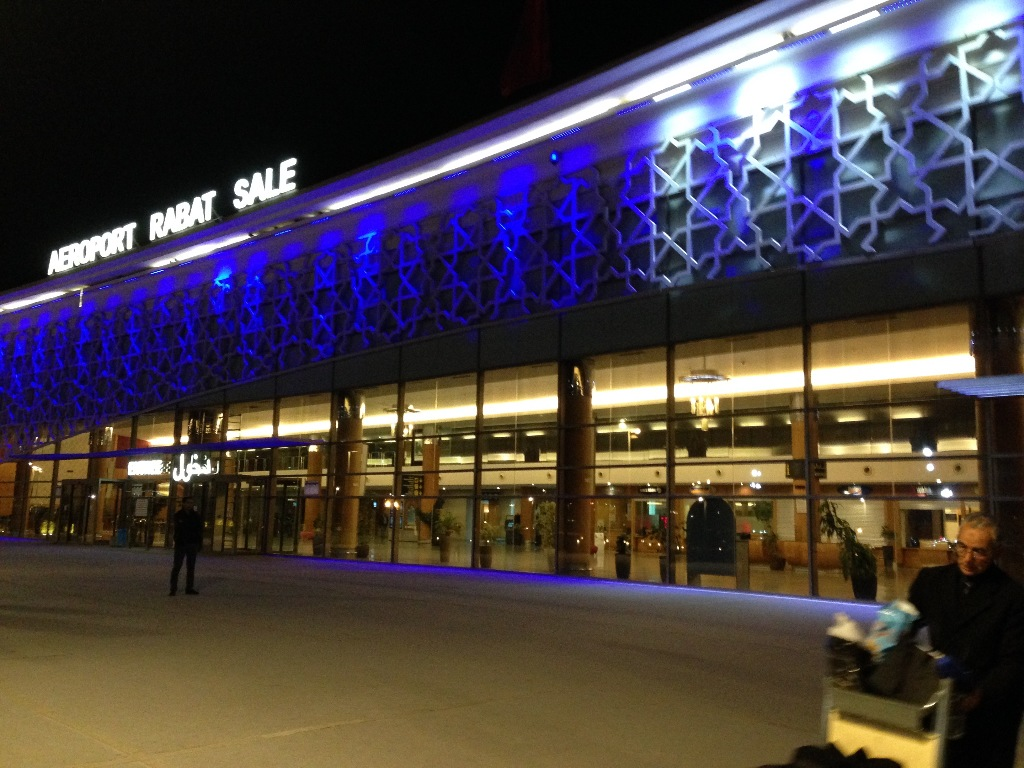
Reflets sur la façade.